# Ljubine (Republika Serbska)
Ljubine (cyr. Љубине) – wieś w Bośni i Hercegowinie, w Republice Serbskiej, w gminie Ribnik. W 2013 roku liczyła 24 mieszkańców.